# Winema
Winena est un prénom féminin.

## Sens et origine du nom
- Prénom féminin nord-amérindien[1].
- Prénom qui signifie "femme chef".

## Fréquence
- Winema Kaitchkona. Elle est née en 1848 et décédée 1932 en Oregon. Elle fut une importante figure amérindienne durant la guerre du Modoc[2]. 
  - Elle a donné son nom à la forêt nationale de Winema.
  - Le cratère vénusien Winema a été nommé en son honneur.
- Prénom aujourd'hui peu usité aux États-Unis [3].
- Prénom non usité en France[4].